# Jan Karge
Jan Jerzy (Johann Georg) Karge (ur. 20 grudnia 1775 w Topper, 7 marca 1837 w Lublinie) – niemiecki duchowny luterański.
Był synem Bogumiła Gottlieba, rządcy dóbr Topper, i Doroty z domu Hepke. W latach 1793–1796 uczył się w gimnazjum we Frankfurcie nad Odrą. Kolejne 3 lata studiował teologię i filozofię na uniwersytecie we Frankfurcie nad Odrą. W czerwcu 1799 złożył pomyślnie egzamin przed konsystorzem. Ordynowany 28 maja 1800 we Wschowie. Był pastorem w Dobrzycy (1803–1821) i Lublinie (1821–1837). W Lublinie prowadził działalność społeczną (LTD).